# Bödör Csaba
Bödör Csaba (Nyitra, 1982. június 7. –) molekuláris biológus.

## Élete
Nyitracsehi származású. Nyitrán nőtt fel, de a nagycétényi magyar alapiskolába járt, majd a pozsonyi Dunai utcai gimnáziumban érettségizett. 2005-ben az Eötvös Loránd Tudományegyetemen diplomázott molekuláris biológusként, majd 2008-ban a Semmelweis Egyetemen szerzett Phd. fokozatot.
2008-2009 között a Semmelweis Egyetem, I. sz. Patológiai és Kísérleti Rákkutató Intézet tudományos munkatársa. 2009-től három évet töltött az Európai Hematológus Társaság (European Hematology Association) posztdoktori kutatói ösztöndíjával a londoni Barts Cancer Institute-ban, melynek vendégkutatója maradt. 2013-ban a Nemzeti Kiválóság program keretében egyéves Szent-Györgyi Albert posztdoktori ösztöndíjban részesült Magyarországon. A Semmelweis Egyetem I. Sz. Patológiai és Kísérleti Rákkutató Intézetének tudományos főmunkatársa. 2015-től a Magyar Tudományos Akadémia-SE Lendület Molekuláris Onkohematológia Kutatócsoport-vezetője.
Rákkutatással és molekuláris diagnosztikával foglalkozik, fő kutatási területe a follikuláris limfóma genomikai és epigenetikai jellemzése, a betegség kialakulásáért és transzformációjáért felelős génmutációk feltérképezése.
2009-től tagja az Európai Hematológus Társaságnak, 2012-től a Magyar Személyre Szabott Medicína Társaságnak. 2012 óta vezetőségi tagja a Magyar Hematológiai és Transzfúziológiai Társaságnak.

## Elismerései
- 2006 Richter-Gedeon Rt. Pályadíja
- 2009 Kellner Béla emlékérem
- 2014 Merit díj
- 2014 Junior Prima díj